# جوفال أفيف
جوفال أفيف (بالعبرية: יובל אביב) (ولد في 24 فبراير 1947) المعروف أيضا باسم يوفال أفيف هو مستشار أمني وكاتب إسرائيلي أمريكي. لعله اشتهر بعمله مع الموساد وهو جهاز المخابرات الإسرائيلي ولأنه أجرى العملية السرية كما هو مفصل من قبل جورج جوناس في كتابه الانتقام عام 1984. منذ عام 2003 نشر أفيف أربعة كتب تتعلق بالأمن اثنان منها يتناولان أسرار ملحوظة. يكتب تحت اسم سام غرين.
تم تعديل الانتقام مرتين كما الأفلام التي جذبت اهتماما كبيرا لأفيف ودوره مع الموساد. تم تكييفه في عام 1986 كفيلم تلفزيوني سيف جدعون من إخراج مايكل أندرسون وبطولة ستيفن باور ومايكل يورك ويضم كولين ديوهورست كرئيسة الوزراء جولدا مائير. أما الفيلم الثاني فقد كان فيلم ميونخ 2005 إخراج ستيفن سبيلبرغ وبطولة إريك بانا ودانيال كريغ وجيوفري راش.
يشغل جوفال أفيف حاليا منصب رئيس شركة إنتيرفور وهي شركة تحقيقات في مدينة نيويورك.

## النشأة والتعليم
ولد أفيف في كيبوتس كفار مناحم في عام 1947 باسم يوفال أفيف.

## المهنة
عمل أفيف في الموساد بينما كان في إسرائيل وشارك في العمليات الدولية خلال فترة وجوده هناك.
ذكرت صحيفة هيرالد صن الأسترالية عن قضية تتعلق بالتحقيق الذي أجراه أفيف عن كونراد بلاك ب«كتيب إنترفور المقدم مع المحكمة وصف أفيف بأنه رائد متقاعد في الجيش الإسرائيلي الذي شارك في عمليات الموساد السرية في العديد من البلدان».
أفيف هو الرئيس والمدير التنفيذي لشركة إنتيرفور وهي شركة دولية للتحقيق والاستخبارات وفقا لمجلة أبا المصرفية. قام بالتحقيق في حالات مثل قضية لوكربي عن عملائها خطوط بان أمريكان العالمية وبان أمريكان.
استخدم كمصدر لمنشورات مثل صحيفة نيويورك تايمز وشبكات الأخبار فوكس نيوز وإيه بي سي نيوز.

## الانخراط في الانتقام
في عام 1981 اتصلت شركة كولينز كندا للنشر بالكاتب الكندي جورج جوناس عن لقائه مع جوفال أفيف وهو ضابط سابق في الموساد قال أنه قاد عملية غضب الله وهي عملية لاغتيال المسلحين الفلسطينيين الذين نفذوا عملية ميونيخ عام 1972 الذي أخذوا رهائن وقتلوا 11 رياضيا إسرائيليا. في صفقة مشتركة قام دوران نشران في تورونتو هما ليستر وأوربين دينيس وكولينز كندا المحدودة بتكليف جوناس بالبحث وكتابة حساب أفيف.
من أعماله كتب الانتقام (1984) الذي يصور شخصية أفيف باسم أفنير.
وفقا لماكلينز التي جمعت فريق التحقيق يتكون من 11 شخص لمعرفة ما إذا كانت قصة أفيف صحيحة والكتاب حقق إيراد بلغ 500,000 دولار أمريكي مقدما عن المبيعات الخارجية. بعد نشر كتابه قال جوناس لصحفي ماكلين أنه قضى عامين و 30 ألف دولار من أموال الناشرين لإجراء البحوث مع أفيف في أوروبا وإسرائيل. بحثت الوكالة الأمريكية للراديو وهي الوحدة الوثائقية الوطنية لوسائل الإعلام العامة الأمريكية في الادعاءات أيضا وأشارت إلى العديد من وثائق المحكمة بما في ذلك مذكرة من مكتب التحقيقات الفدرالي من عام 1982 واتفاق مخبر بين أفيف ووزارة العدل الأمريكية وكلاهما يشير إلى ارتباط سابق بالمخابرات الإسرائيلية.
في عام 1984 قال جوناس ولويز دينيس ورئيس كولينز كندا نيكولاس هاريس لماكلين أنهم راضون عن أن القصة حقيقية. جوناس قال لماكلين: «في رأيي إذا كان [أفيف] غير شرعي فإنه لا يمكن إلا أن يكون موظف سابق ساخط من الموساد مع المعرفة الكافية ما انخفض في هذا المجال بقدر ما أنا قلق».
في عام 1986 تم تكييف الكتاب كفيلم تلفزيوني سيف جدعون بطولة ستيفن باور ومايكل يورك. تم تكييفه لاحقا لميونيخ من إخراج ستيفن سبيلبرغ (2005).
كتاب الرجال الذين يريدون أن يكونوا الملك: قصة ملحمية تقريبا من المغول والأفلام وشركة تدعى دريم ووركس من قبل نيكول لابورت مراسل لفاريتي يشير إلى أفيف وخلفيته. كتب لابورت عن كيفية فحص ستيفن سبيلبرغ أفيف خلال مرحلة ما قبل الإنتاج على الفيلم ميونيخ (2005). جمع سبيلبرغ الثقة من الباحثين ومن خلال اتصالاته في البيت الأبيض ودبلوماسي في الشرق الأوسط قرر أن «اسمه الحقيقي هو جوفال أفيف وعلاوة على ذلك اكتشفوا الثقاة ملفات مكتب التحقيقات الفدرالي تثبت أنه وفريقه لم يكونوا وهميين».

## تقرير إنتيرفور عن لوكربي
تم توظيف أفيف من قبل خطوط بان أمريكان العالمية في عام 1989 للتحقيق في قضية لوكربي. يقول أنه «حصل على المعلومات من فم الحصان ومن الأشخاص الذين شاركوا بشكل مباشر وغير مباشر في المعلومات» عند التحقيق في التفجير. ادعى في تقريره أن عملاء أمريكيين كانوا يراقبون طريق تهريب الهيروين من الشرق الأوسط إلى الولايات المتحدة والذي يديره مجرم سوري.
قال أفيف أن السوريين على علاقة بمقاتلي حزب الله الذين كانوا يحتجزون الغربيين كرهائن في بيروت. أشار أفيف إلى أن الوكلاء الأمريكيين اتفقوا على السماح بتهريب الهيروين لمواصلة المساعدة السورية في تحرير الرهائن. في وقت ما تبادل المتطرفون الأتراك الذين عملوا في مطار فرانكفورت كحاملين للأمتعة استبدلوا حقيبة الهيروين بقنبلة.
لكن لجنة الرئيس لأمن الطيران والإرهاب بحثت نفس الادعاءات في عام 1989 ووجدت: «لا أساس للمضاربة في التقارير الصحفية أن مسؤولين حكوميين أمريكيين شاركوا ضمنا أو خلاف ذلك في أي عملية مفترضة في مطار فرانكفورت لها علاقة بتخريب الرحلة 103».
بعد صدور تقرير إنتيرفور وصف المسؤولون الدبلوماسيون والمخابرون أفيف بأنه «مصمم كذب عن خلفيته بأكملها». في وقت لاحق ذكر أفيف: «لم يبلغني مباشرة أن [تقريري] كان مخطئا ودوما تتم مهاجمتي كرسول كمختلق أو مجنون أو أيا كان». أعمال الراديو الأمريكية وهي الوحدة الوثائقية الوطنية لوسائل الإعلام الأمريكية العامة نظرت في مزاعم بأن أفيف لم يستخدم أبدا من قبل مكتب التحقيقات الفدرالي أو الموساد. وجدوا أن هناك العديد من الوثائق بما في ذلك مذكرة من مكتب التحقيقات الفدرالي من عام 1982 واتفاق مخبر بين أفيف ووزارة العدل الأمريكية والتي تشير إلى علاقة سابقة مع المخابرات الإسرائيلية.

## الأعمال
- (2003) الدليل الكامل على البقاء على قيد الحياة الإرهاب: كيفية السفر والعمل والعيش في السلامة.
- (2004) البقاء الآمن: الدليل الكامل لحماية نفسك وعائلتك، وأعمالك التجارية.
- (2006) ماكس، استنادا إلى وفاة الناشر البريطاني
- (2008) الرحلة 103 ونشرت في وقت لاحق باسم الطيران في خطر استنادا إلى تفجير لوكيربي

## روابط خارجية
- جوفال أفيف على موقع IMDb (الإنجليزية)

## مزيد من القراءة
- «جوفال أفيف», سنوبيس، أوبداتد 1 أوغست 2007
- Biewen, John. «أفيف: مختلق أو تشويه ضحية؟», أمريكان راديو وركس، مارش 2000.
- ايمرسون، ستيفن. "غش بان أم." مراجعة الصحافة الأمريكية. سبتمبر 1992.
- مجيبون، روي. «المؤتمر الصحفي مع جوفال أفيف», الجريدة الصحفية (المملكة المتحدة)، 21 يوليو 2006.
- ميلمان، يوسي وستيفن هارتوف. ميونيخ: الحقيقة والخيال, ذي غوارديان، 17 يناير 2006.
- لامب، ماثيو. مؤامرة واهية من الكاتب التجسس، البريد السريع، 20 سبتمبر 2006.
- مولر، أندرو. جوفال أفيف: القاتل الجيد, ذي إنديبندنت، 16 يوليو 2006.
- سوان، جيمس. على الحرس, الاستعراض الوطني، 23 أبريل 2003.
- وايز، ديفيد. ماذا عرف الموساد ومتى؟, نيويورك تايمز، 7 أكتوبر 1990.